# 清镇西站
清镇西站，位于中华人民共和国贵州省贵阳市清镇市卫城镇克乃村，是成贵客运专线上的高铁站，由中国铁路成都局集团贵阳车务段管辖。

## 歷史
- 2019年12月16日通车启用。[1]

## 車站周邊
- 清镇市卫城镇客运站
- 卫城镇电子商务运营创业孵化中心
- 卫城中学

## 外部連結
- 中国铁路客户服务中心 （页面存档备份，存于）